# タルチョー
タルチョー（チベット語：དར་ལྕོག་ dar lcog　中国語：経幡 jingfan）はチベットの五色の祈祷旗である。寺院や峠、端に見られる。

## 概要
五色の順番は青・白・赤・緑・黄の順に決まっており、それぞれが天・風・火・水・地、すなわち五大を表現する。タルチョ、タルチョク、マニ旗、ルンタまたは風馬旗（རླུང་རཏ་ rlung rta , rlung が風でrtaが馬を意味する。中国語では経幡）とも言う。風の馬が描かれている場合にルンタと特に呼ばれ、仏法が風に乗って拡がるよう願いが込められている。他に願い事や六字大明呪、四神（虎、麒麟、鳳凰、龍）などが描かれている場合もある。経文が書かれている場合は風になびくたびに読経したことになる。
チベットにおける仏教伝来以前のボン教の時代からの伝統の祈祷旗である。伝統的には木版印刷によって柄は作られている。
「華厳経十回向品」や「十方随願往生経」第11巻などに多数記載があり、風になびくことで徳が積めるとして、チベット仏教では深く信仰されている。そのため、多くのチベットエリアの高い山や寺院で見ることができ、チベットのシンボル的な存在になっている。また、ネパールやインド、チベット仏教の信仰のあるモンゴルや中国の五台山、四川省のチベット族の住むエリアなどでも多く見かける。

## ギャラリー

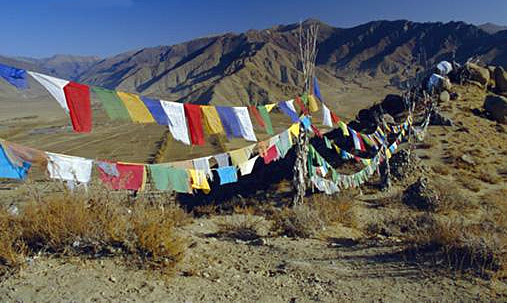
ネパールにて
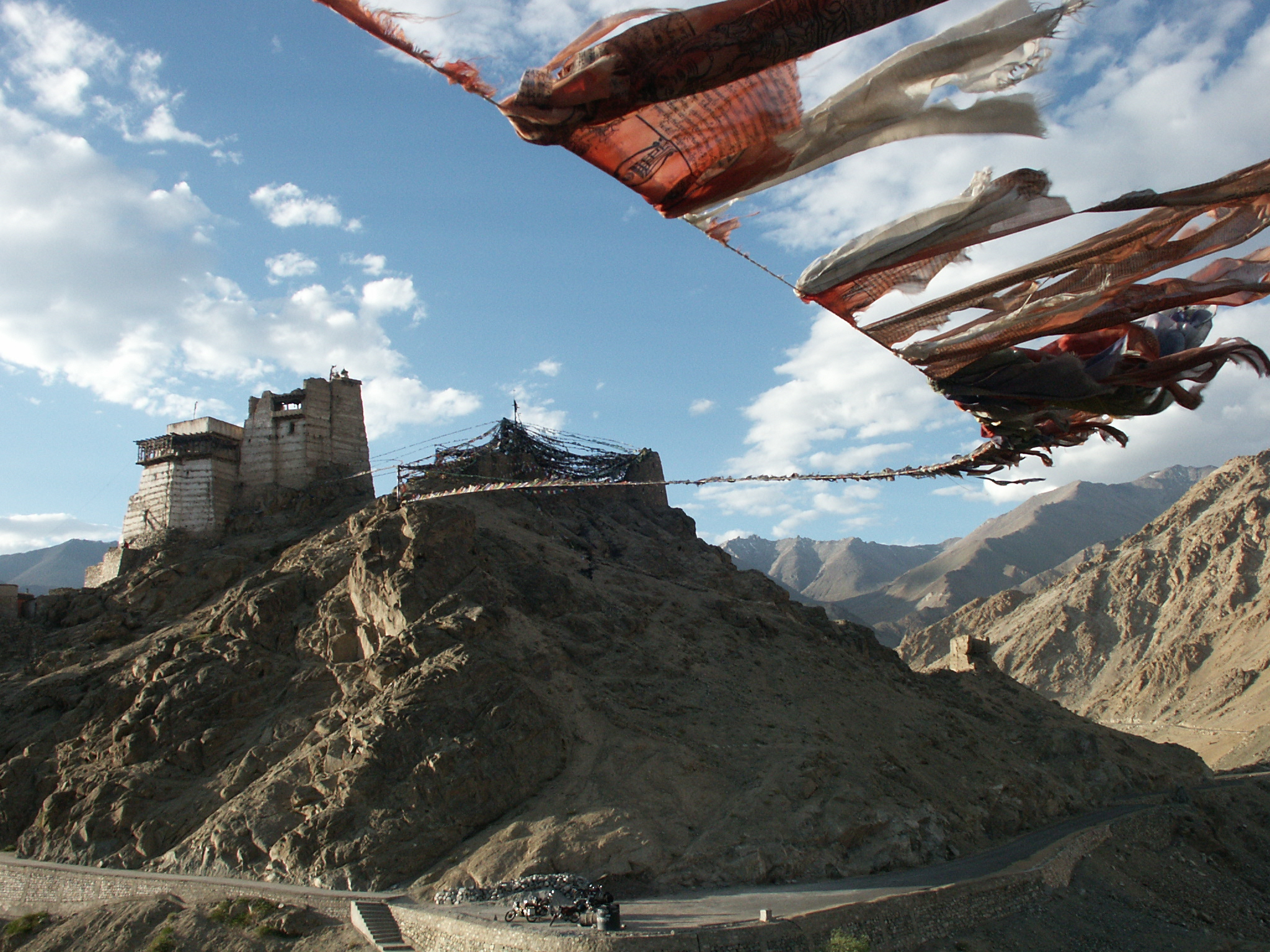
インド・ラダック・レーのナムギャル・ツェモ寺院にて
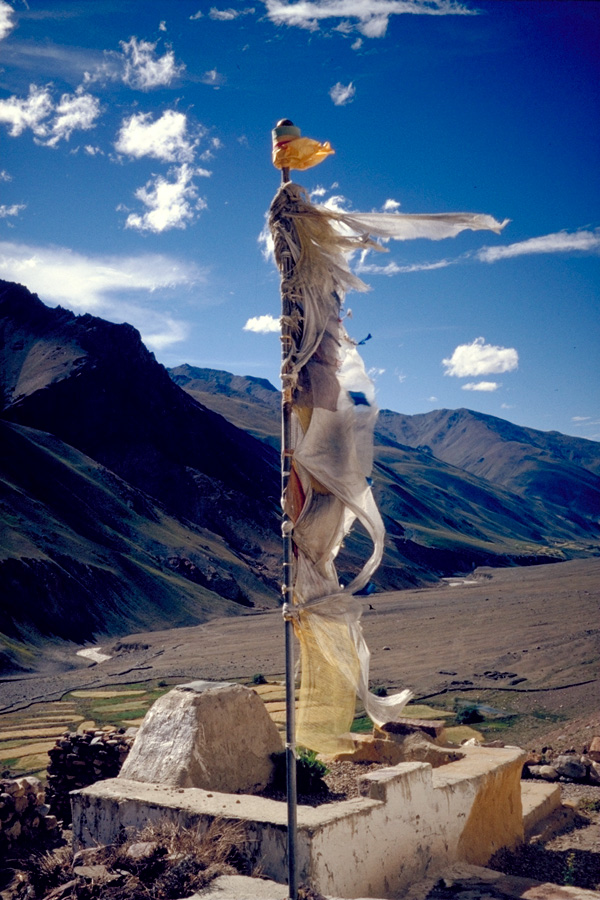
北インド・ヒマラヤ
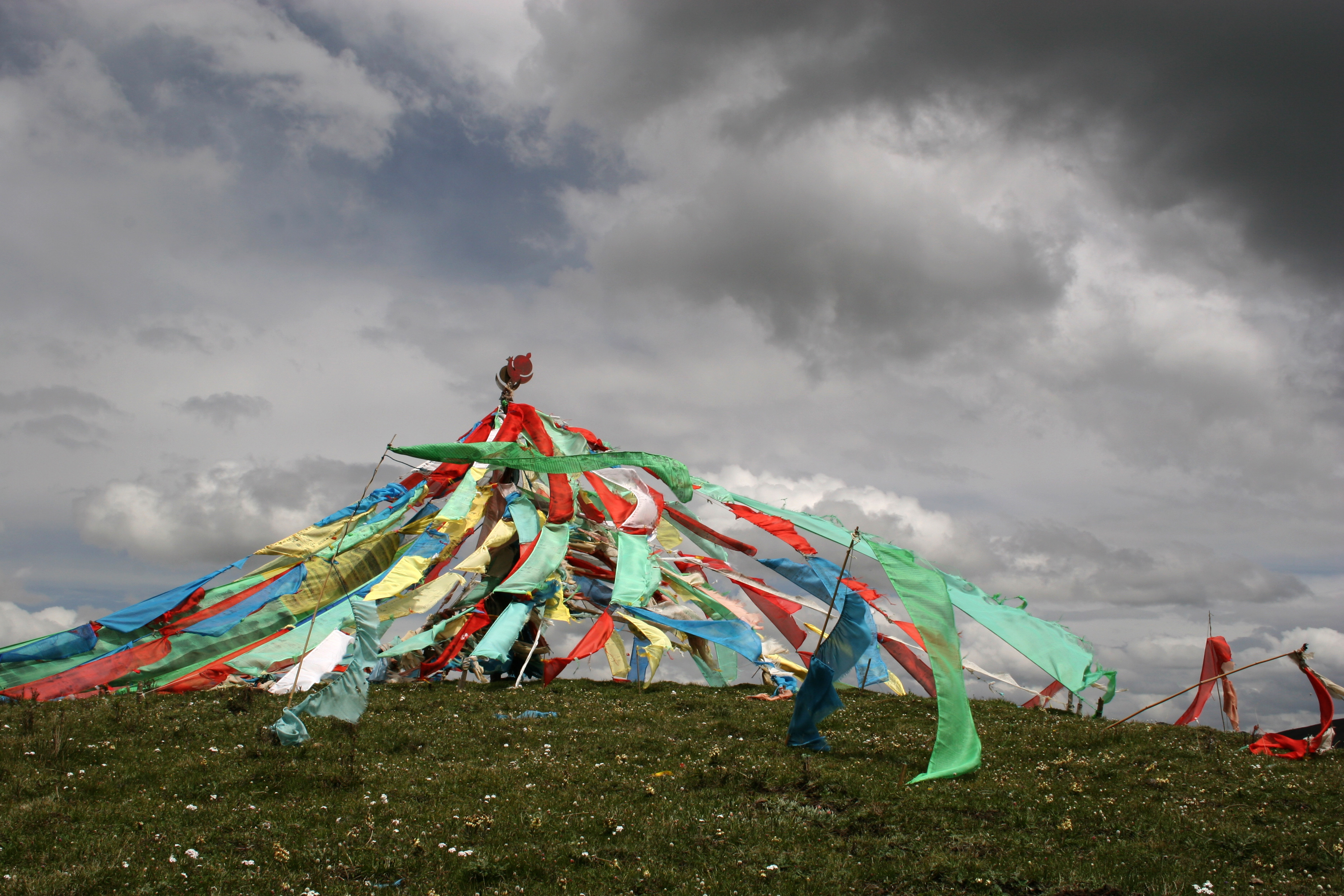
中国甘粛省祁連山脈